# Eseizacja
Eseizacja – zjawisko to polega na tym, że narrator powieści w pewnym momencie przestaje rekonstruować fabułę oraz myśli bohaterów i zaczyna analizować wybrany problem np. czasu, śmierci, czy życia, a narracja przybiera formę eseju. 
Przykładem eseizacji może być słynne dzieło austriackiego pisarza Roberta Musila (1880-1942) Człowiek bez właściwości (1930-34). Eseizm w tym dziele jest czymś więcej niż tylko formą narracji. To także postawa głównego bohatera, Ulricha. Ten 30-letni były oficer i inżynier bierze "urlop od życia" i staje się obserwatorem ludzi, zjawisk, zdarzeń oraz idei. Stwierdza jednak, że pełne poznanie rzeczywistości jest niemożliwe. Stąd jego pesymizm i poczucie schyłku.